# Бойцан Олександр Володимирович
Олександр Володимирович Бойцан (нар. 20 жовтня 1973, Дубки) — колишній український футболіст, що виступав на позиції захисника у низці українських та молдовських клубів. По закінченні кар'єри футболіста — футбольний тренер та функціонер, до травня 2016 року займав посаду заступника генерального директора харківського «Металіста» по спортивній роботі. Відомий також висловлюваннями на підтримку незаконної окупації Криму Росією у 2014 році.

## Клубна кар'єра
Народився Олександр Бойцан 20 жовтня 1973 року в селищі Дубки в Дагестані, де на будівництві Чиркейської ГЕС працювали його батьки. Незабаром його сім'я переїхала до України, у місто Новодністровськ, біля якого розпочалось спорудження Дністровської ГЕС. Саме у наймолодшому місті Чернівецької області Бойцан розпочав заняття футболом. Закінчив середню школу в Новодністровську, відслужив строкову службу в армії. Кар'єру професійного футболіста Олександр Бойцан розпочав після закінчення служби в армії в 1994 році у сусідній Молдові, у клубі вищого дивізіону «Агро», але у першому своєму сезоні на поле не виходив. Після закінчення сезону Олександр Бойцан перейшов у інший молдовський клуб — «Чухур» із Окниці. У цьому клубі Бойцан провів два з половиною сезони, посприяв виходу команди до найвищого дивізіону Молдови, а після цього вдруге став гравцем клубу «Агро». Цього разу захисник зіграв 9 матчів у чемпіонаті Молдови, але в клубі пробув лише півроку, і повернувся до України. За час виступів у Молдові Олександр Бойцан закінчив Кишинівський державний університет, у якому здобув фах учителя.
В українському чемпіонаті Олександр Бойцан став гравцем чернівецької «Буковини». У чернівецькому клубі, який на той час грав у першій українській лізі, Бойцан швидко став гравцем основного складу. Але чернівецький клуб у цей період виступав невдало, чому сприяли фінансові проблеми у команді, і за півтора року Бойцан покинув клуб, і півроку виступав за аматорський клуб «Дністер» із міста, де він розпочав заняття футболом — Новодністровська. Наступним клубом Бойцана стала тернопільська «Нива», але й у цьому клубі саме в цей час розпочались фінансові проблеми, і по закінченню сезону 1999—2000 Олександр Бойцан покинув клуб, та поїхав на футбольні заробітки до Росії, де став гравцем тульського «Арсенала». Але в команді не став основним гравцем, зігравши лише один матч у другому російському дивізіоні, та покинув клуб. Проте на гравця звернув увагу відомий український тренер Анатолій Заяєв, який і запросив його до сімферопольської «Таврії». Але перше пришестя Бойцана у кримську команду тривало лише рік, за які він зіграв 15 матчів у чемпіонаті України, а також кілька раз виходив на поле у другій лізі за тодішній фарм-клуб «Таврії» — сімферопольське «Динамо».
Далі у футбольній біографії Олександра Бойцана були нетривалі виступи за клуб української першої ліги «Прикарпаття» з Івано-Франківська, де футболіст провів лише півроку. Ще менше Олександр Бойцан виступав і за наступний клуб — луцьку «Волинь», за яку він зіграв лише 1 матч у вищій українській лізі, після чого знову вирушив до Молдови, де до кінця сезону грав за місцевий клуб «Ністру» із Атак. По завершенні сезону 2002—2003 років Бойцан повернувся в Україну, і внаступному сезоні зіграв 7 матчів за першоліговий клуб із Криму «Кримтеплиця», після чого вирішив завершити кар'єру футболіста.

## Після закінчення кар'єри футболіста
Після початку виступів за «Таврію» Олександр Бойцан паралельно розпочав навчання у Кримському інституті бізнесу Університету економіки і управління, де здобув фах економіста. Після закінчення футбольної кар'єри, не маючи пропозицій щодо подальшого працевлаштування, Бойцан вирішив поїхати на заробітки до Анголи, де працював на будівництві Шиканської ГЕС. За два роки колишній футболіст повернувся до України, і знову вирішив спробувати себе на футбольному полі, граючи спочатку за аматорську команду «Таврика», а пізніше зіграв у 12 матчах за друголіговий ялтинський «Ялос». Після закінчення виступів за ялтинський клуб Олександр Бойцан короткий час тренував юнацький склад сімферопольської «Таврії». Після цього по рекомендації колишнього тренера «Таврії» Анатолія Заяєва запрошений на роботу до структури компанії «Чорноморнафтогаз», де працював керівником відділу фізкультури і спорту, головним тренером аматорського клубу «Чорноморнафтогаз», а також одночасно виходив на поле як гравець цього ж клубу. Під керівництвом Бойцана кримські нафтовики двічі ставали срібними призерами чемпіонату Криму, а у 2008 році вийшли до фіналу Кубку Криму, де поступились другій команді ФК «Севастополь». На цих посадах Бойцан перебував протягом двох років, а пізніше став директором навчально-тренувальної бази ФК «Скіф» у селі Новопавлівка Бахчисарайського району.
20 лютого 2013 року Олександр Бойцан по запрошенню головного спонсора команди Дмитра Фірташа став генеральним директором свого колишнього клубу — сімферопольської «Таврії». Початок роботи Олександра Бойцана на менеджерській роботі в кримській команді збігся у часі з погіршенням фінансового стану клубу, обумовленим також судовими позовами колишніх футболістів (Рабіу Афолабі), тренерів (Семена Альтмана) та функціонерів (Дмитра Селюка) до «Таврії» з приводу заборгованості по заробітній платі.
Із початком незаконної окупації Криму проблеми кримського клубу ще більш посилились, і до фінансових проблем додались також і проблеми безпеки як футболістів, так і проведення футбольних матчів. Заяви Бойцана після початку окупації півострова були досить обережними. Спочатку він висловлювався, що «Таврія» — це українська команда, і він навіть не розглядає можливості виступів у чемпіонаті Росії. Пізніше він висловився про те, що «Таврія» залишається українським клубом до рішення ФІФА та УЄФА, незважаючи на заяви міністра спорту Росії Віталія Мутка. Проте незабаром Олександр Бойцан висловився про те, що «Таврію» буцімто не хочуть бачити в українських змаганнях, хоча й запевняв, що клуб дограє сезон у чемпіонаті України, незважаючи й на фінансові проблеми. Пізніше Бойцан заявив про те, що з приводу подальших виступів у чемпіонаті України клуб буде радитись із новою владою Криму, а також висловив сумнів у тому, чи «Таврія» дограє чемпіонат України. Пізніше гендиректор сімферопольського клубу заявив, що команда навряд чи братиме участь у першій лізі (із Прем'єр-ліги «Таврія» вибула за результатами чемпіонату), оскільки усі українські команди шукатимуть причини, щоб не їхати до Криму. Також Олександр Бойцан заявляв про те, що він хотів би бачити «Таврію» у прем'єр-лізі незалежно якої держави. Також Олександр Бойцан повідомив, що знаходить порозуміння із самопроголошеним прем'єр-міністром Криму Сергієм Аксьоновим, і сподівається на те, що у Криму буде одна із тренувальних баз до Чемпіонату світу з футболу 2018 року. Утім, улітку 2014 року «Таврія», як інша команда з Кримського півострова — ФК «Севастополь», у зв'язку із юридичною колізією внаслідок незаконної окупації Криму та невизнання цього факту ФІФА та УЄФА, припинила існування. На місці клубу із давніми традиціями було створено аж дві структури — футбольні клуби ТСК, який і був включений до чемпіонату Росії в другій лізі, та ФК СКІФ, у якому гендиректором став Олександр Бойцан. СКІФ отримав лише любительський статус, що викликало здивування Олександра Бойцана. Утім, за короткий час ФІФА та УЄФА заборонили кримським клубам грати в російських змаганнях, заявивши про необхідність проведення на півострові самостійного чемпіонату.
Зважаючи на такі обставини, у кінці 2014 року Бойцан покинув окупований Крим, та вирішив прийняти пропозицію про працевлаштування у харківському «Металісті». Були чутки про призначення Бойцана спортивним директором клубу, оскільки цю посаду за кілька днів до цього покинув відомий у минулому датський футболіст Франк Арнесен, але 9 грудня 2014 року з'явилось офіційне повідомлення, що Олександр Бойцан зайняв посаду заступника генерального директора харківського клубу. Пізніше Бойцан зайняв посаду спортивного директора клубу. Час, у який Бойцан прийшов на роботу в «Металіст», збігся із значним погіршенням фінансового стану харківського клубу, яке пов'язане із втечею основного акціонера клубу Сергія Курченка з України. У клубі спостерігається затримка виплати заробітної плати футболістам та не виплачуються борги колишнім футболістам клубу, що призвело до заборони «Металісту» заявляти нових гравців до повного розрахунку по боргах. Керівник Фонду соціального захисту футболістів і тренерів України Олег Печорний повідомив, що проти керівництва клубу порушені кримінальні справи за невиплату коштів футболістам. Усе це призвело до незадоволення вболівальників команди керівництвом «Металіста». 10 травня 2016 року ультрас харківського клубу звернулись до Бойцана з вимогою скласти звіт своєї діяльності на посту спортивного директора клубу. 16 травня 2016 року після повторної зустрічі з Бойцаном харківські вболівальники поставили йому ультиматум із вимогою негайно залишити посаду. Після цієї зустрічі з'явилось повідомлення, що Олександр Бойцан написав заяву про відставку з поста спортивного директора «Металіста», покинув Харків і відбув до Києва. Пізніше стало відомо. що Олександр Бойцан знову поїхав до окупованого Криму, де став генеральним директором сімферопольського клубу СКІФ. Проте за рік Бойцан був звільнений з цієї посади, але залишився працювати в системі цього створеного окупаційною владою клубу.

## Особисте життя
Олександр Бойцан був двічі одружений. Від першого шлюбу він має дочку Олександру. У другому шлюбі має двох дочок — Дарію і Софію та сина Гордія. Племінником Олександра Бойцана по дружині у другому шлюбі є Олександр Дяченко — олімпійський чемпіон 2012 року у веслуванні на байдарках у складі збірної Росії, вихованням якого Бойцан із родиною займався після того, як хлопець залишився сиротою.